# 요구구애
《안녕 오랜만이야》(要久久爱)는 2024년 방송되었던 중국의 드라마이다.

## 줄거리
- 황잉쯔, 장이, 팡밍위, 좡위안, 란이페이, 관차오는 어린 시절부터 친형제처럼 늘 붙어 다니며 함께 성장했다. 대입 시험을 앞두고 각자 마음에 품고 있는 꿈을 이야기하며 대학에 진학해도 평생 함께하기로 약속한다. 그 후 몇 년이 흐른 지금은 순수했던 어린 시절의 꿈과 약속은 온데간데없고 각자의 인생을 힘겹게 살아갈 뿐이다. 그러던 어느 날, 고향에 남아있던 관차오의 결혼 소식에 황잉쯔는 친구들을 다시 한자리에 모으려 한다. 그러나 서로 간의 오해로 인한 오래된 감정의 실타래는 쉽사리 풀리지 않는데...

## 등장 인물
- 양쯔 - 황잉쯔 역
- 범승승 (范丞丞) - 장이 역
- 주안만자 (朱颜曼滋) - 팡밍위 역
- 왕건월 (王乾越) - 좡위안 역
- 방열교 (方悦乔) - 란이페이 역
- 소서 (钊瑞) - 관차오 역
- 김세가 - 딩예 역
- 자오수전 - 와이포 역
- 풍휘 (冯晖) - 황치파 역
- 왕청하 (王菁华) - 궈거링 역

## 참고 사항
- 중국 현지에서 종영한지 두달만에 중국 전문채널 중화TV에서 VOD 저작권을 구입했다 국내 방송일자는 6월 11일 이다